# Martin Fischer (Theologe)
Martin Fischer (* 9. August 1911 in Magdeburg; † 3. März 1982 in Berlin) war ein deutscher evangelischer Theologe.

## Leben
Fischer studierte Evangelische Theologie an den Universitäten Greifswald, Berlin und Halle und schloss sich während dieser Zeit der Bekennenden Kirche (BK) an. Nach dem illegalen Vikariat in der BK 1935 wurde er Reisesekretär der  Deutschen Christlichen Studentenvereinigung, 1937 zusätzlich Leiter des Studentenamtes der Vorläufigen Kirchenleitung der Bekennenden Kirche. Nach dem Ende des Zweiten Weltkriegs setzte er sich dafür ein, die gleich nach ihrer Gründung 1935 von den Nationalsozialisten verbotene Kirchliche Hochschule Berlin-Zehlendorf neu zu gründen. Fischer übernahm das Amt des Ephorus und die Dozentur für Praktische Theologie, die 1950 in eine Professur umgewandelt wurde. Zu seinen akademischen Schülern gehören Friedrich-Wilhelm Marquardt,  Ernst Lange, Yorick Spiegel und Wolfgang Grünberg. 
Fischer, der schon seit 1967 nebenamtlich der Kirchenleitung der Evangelischen Kirche in Berlin-Brandenburg angehörte, gab 1970  seine Professur auf und wechselte als Geistlicher Vizepräsident in die Kirchenkanzlei der Evangelischen Kirche der Union (EKU). Als 1972 eine gemeinsame Leitung der EKU in der Bundesrepublik Deutschland und der DDR nicht mehr möglich war, übernahm Fischer 1972 das Präsidentenamt der Kirchenkanzlei für den Bereich West. 1976 wurde er pensioniert, blieb aber bis 1979 in der Kirchenleitung der Evangelischen Kirche in Berlin-Brandenburg. 

## Werk und Bedeutung

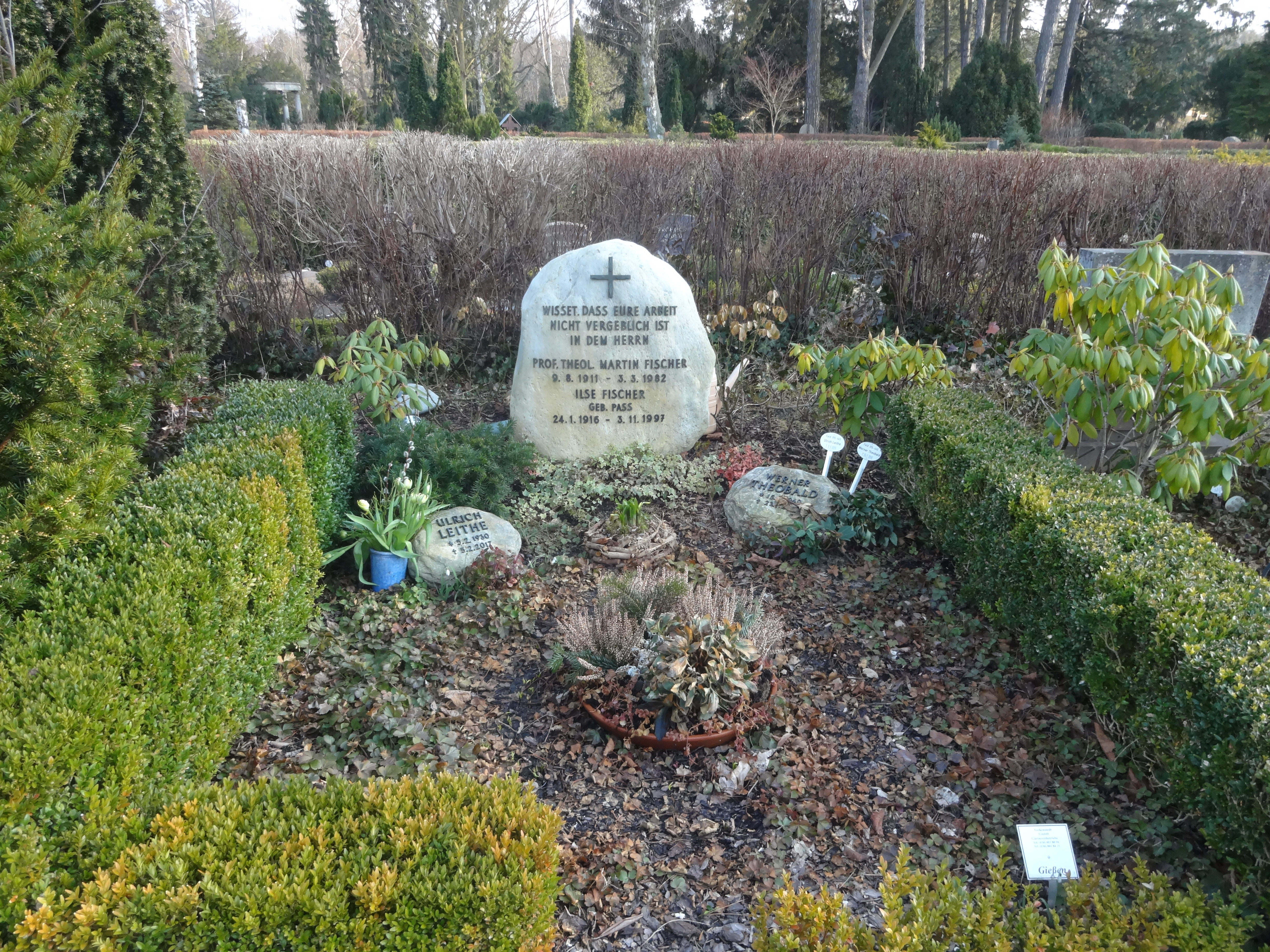
Grab von Martin Fischer auf dem Friedhof Zehlendorf in Berlin

Gemeinsam mit Martin Albertz, Heinrich Vogel, Helmut Gollwitzer und anderen setzte sich Fischer dafür ein, beim Wiederaufbau des deutschen Protestantismus das Erbe der Bekennenden Kirche zu bewahren. So war er an der Gründung und Begleitung der Evangelischen Studentengemeinde beteiligt. Nach dem Tod von Hans Joachim Iwand 1960 übernahm er die Herausgeberschaft der Göttinger Predigtmeditationen. 
Fischer wurde von der Evangelisch-Theologischen Fakultät Tübingen und vom Eden Theological Seminary in Webster Groves mit der Würde eines theologischen Ehrendoktors ausgezeichnet.
Martin Fischer starb 1982 im Alter von 70 Jahren in Berlin. Sein Grab befindet sich auf dem Friedhof Zehlendorf. (Feld 015-443)

## Veröffentlichungen (Auswahl)
- Predigten. Haus u. Schule, Berlin 1949.+
- Die öffentliche Verantwortung des Christen heute. Lettner-Verlag, Berlin 1952.
- Die Anfechtung des Predigers heute. Bechauf, Bielefeld 1953
- Obrigkeit. Gustav W. Heinemann zum 60. Geburtstag am 23. Juli 1959. Vogt, Berlin 1959.
- Wegemarken. Beiträge zum Kampf um unseren Weg. Lettner-Verlag, Berlin 1959. 21961.
- Überlegungen zu Wort und Weg der Kirche. Lettner-Verlag, Berlin 1963.

Als Herausgeber
- Gepredigte Rechtfertigung. 15 Predigten über Galater 2, 16–21. Vandenhoeck & Ruprecht, Göttingen 1965.
- Geschichte in Gestalten. Steinkopf, Stuttgart 1975.